# Hiperosmia
Hiperosmia é uma capacidade muito aguçada do olfato que, apesar de rara, pode ser encontrada em casos de nevralgia do trigêmio, em enxaquecas, tétano e depressão. As vezes, ela adquire o caráter de um desenvolvimento fisiológico excessivo, elevando o nível do olfato de alguns animais, como os cães, por exemplo. Os pacientes que sofrem deste transtorno percebem odores estranhos que passam despercebidos às pessoas normais.

## Causas de hiperosmia
Meningite asséptica; Enxaqueca; Indivíduos neuróticos; Fumo excessivo, ingestão de sulfato de
anfetamina ou uso prolongado de cocaína podem causar hiperestimulação do olfato com sua
perda temporária ou permanente.
Pessoa com sensibilidade alérgica ou deficiência respiratória. 